# Weirton
La ville de Weirton est située dans l’État de Virginie-Occidentale, aux États-Unis. La majeure partie est dans le comté de Hancock, le reste étant dans le comté de Brooke. Lors du recensement de 2000, sa population s’élevait à 20 411 habitants (16 525 dans le comté de Hancock, 3 886 dans le comté de Brooke), ce qui en fait la sixième ville de l’État.

## Histoire
En 1909, une aciérie est fondée sur le site actuel de la ville par les frères Weir.

## Géographie
Weirton, située dans l’extension nord de l’État nommée Northern Panhandle par les Américains, est la seule ville du pays à être frontalière avec deux États : l’Ohio à l’ouest, la Pennsylvanie à l’est.

## Cinéma
Plusieurs scènes du film Voyage au bout de l’enfer (1978) ont été tournées à Weirton. Il y fut également tourné le film Super 8 (2011).